# Morto a galla
Morto a galla è un singolo del cantautore italiano Carl Brave pubblicato il 28 marzo 2025 come primo estratto dal quarto album in studio Notti brave amarcord.

## Descrizione
Il brano è scritto e composto dallo stesso cantautore, il quale ha anche curato la produzione con Luca Morgia.

## Tracce
Testi e musiche di Carlo Luigi Coraggio.
1. Morto a galla – 3:03

## Formazione
- Carl Brave – voce, programmazione, produzione
- Luca Morgia – produzione